# سيرجيو فرنانديز
سيرجيو فرنانديز (بالإسبانية: Sergio Fernández Cárdenas) (و. 1926 – م) هو كاتب، من المكسيك، هو عضوٌ في الأكاديمية المكسيكية للغة.

## التعليم
تعلم في الجامعة الوطنية المستقلة في المكسيك.

## مناصب وهيئات
أدار الجامعة الوطنية المستقلة في المكسيك.

## جوائز
حصل على جوائز منها:
- الجائزة الوطنية في العلوم والآداب في المكسيك.